# Vallerona
Vallerona è una frazione del comune italiano di Roccalbegna, nella provincia di Grosseto, in Toscana.

## Geografia fisica
Situato a circa 4 km a ovest del capoluogo comunale, il paese è alto 569 m s.l.m. ed è prevalentemente collinare.

## Storia
Di origini etrusche e romane, la frazione andò sviluppandosi nel secolo XVI e successivi come borgata rurale della campagna rocchigiana. Il toponimo, apparso così come appare oggi per la prima volta in un documento del 1568, pare risalire da Val Aronna, o Valle Aerona.

## Monumenti e luoghi d'interesse
- Chiesa di San Pio I, risalente al 1641 e anticamente intitolata alla Madonna del Carmine.

## Società

### Evoluzione demografica
Quella che segue è l'evoluzione demografica della frazione di Vallerona. Sono indicati gli abitanti dell'intera frazione e dove è possibile è messa tra parentesi la cifra riferita al solo capoluogo di frazione.
Dal 1991 sono contati da Istat solamente gli abitanti del centro abitato, non della frazione.
| Anno | Abitanti | Abitanti       |
| Anno | Frazione | Centro abitato |
| ---- | -------- | -------------- |
| 1833 | 722      | -              |
| 1845 | 730      | -              |
| 1921 | 856      | -              |
| 1931 | 824      | -              |
| 1961 | 600      | 592            |
| 1981 | 377      | 367            |
| 1991 | -        | 313            |
| 2001 | -        | 219            |
| 2011 | -        | 243            |

### Tradizioni e folclore
Pur essendo una piccola frazione, possiede un proprio santo patrono, san Pio I, che viene festeggiato l'11 Luglio. Nel mese di agosto è rinomata nella campagna maremmana "la sagra della trippa", mentre la prima domenica di ottobre si festeggia con il palio dei somarelli, nel quale gareggiano le quattro contrade in cui è storicamente suddiviso il paese:
- La Fonte, colori bianco e celeste.
- La Fontina, colori bianco e blu.
- La Giraffa, colori bianco e rosso.
- La Selva, colori bianco e verde.